# Menhet, Menwi i Merti
Menhet, Menwi i Merti van ser tres esposes secundàries estrangeres del faraó Tutmhosis III que van ser enterrades en una tomba excavada a la roca, ricament equipades, a Wady Gabbanat el-Qurud. Dos dels noms, en original Manhata, Manuwai i Maruta, són d'origen semita oriental, tot i que cap és hurrita. Cadascuna portava el títol de 'Esposa de Rei', i probablement van ser només membres menors de l'harem reial. No se sap si les tres dones estaven relacionades, ja que les cares de les tapes de les seves vasos canopis són totes diferents.

## La seva tomba

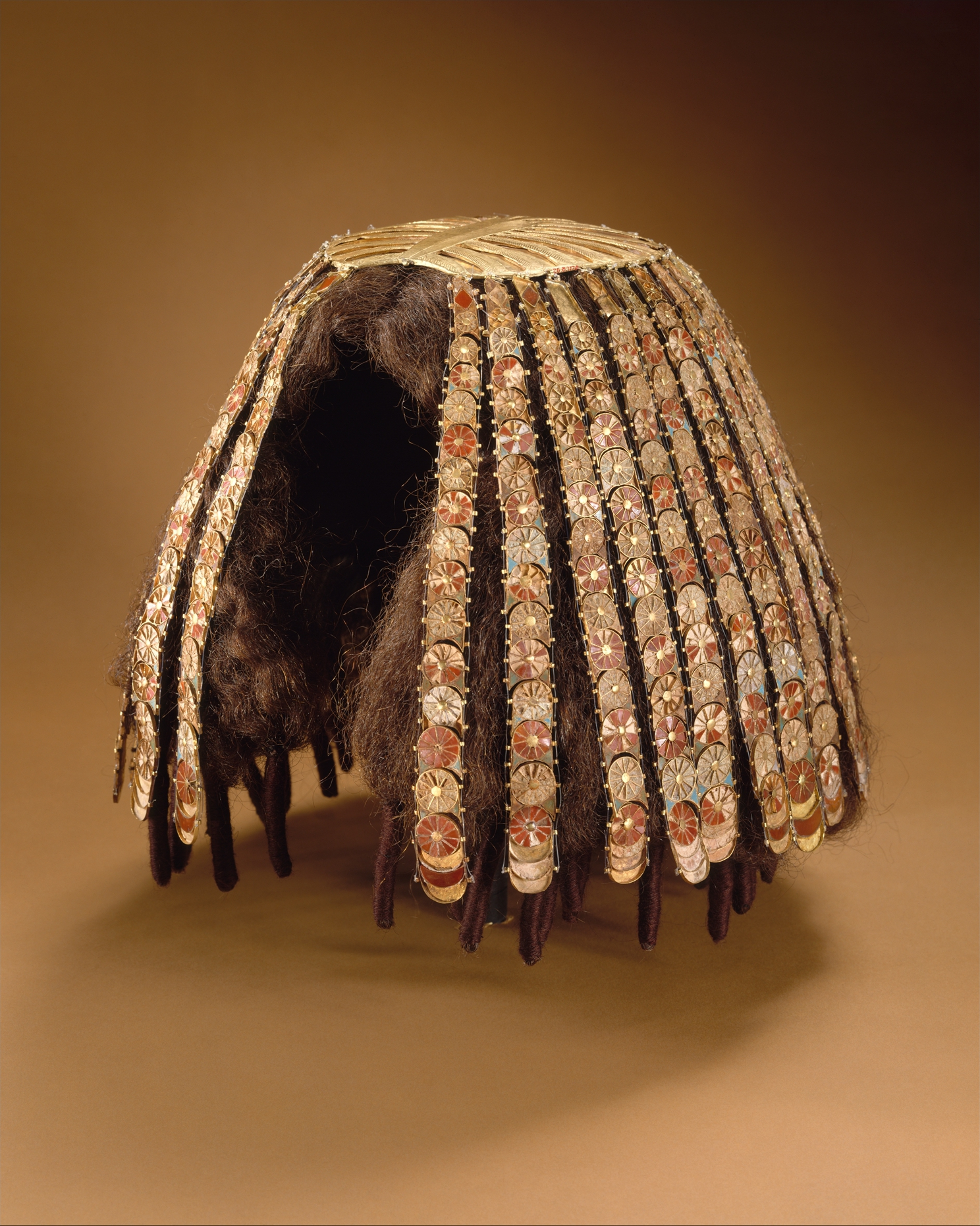
Decoració de perruca, una recreació aproximada (amb les peces originals). Confeccionat en or, guix, cornalina, vidre i jaspi.

La seva tomba va ser descoberta l'agost de 1916 en els penya-segats de les muntanyes del desert a la vall del sud-oest propers a Luxor, i ràpidament va ser saquejada pels vilatans de Qurna. Quan les autoritats d'antiguitats egípcies van rastrejar l'enterrament al setembre d'aquell any, tot el que hi quedava eren alguns objectes rebutjats pels lladres. Originalment hi havia tres enterraments intactes en el lloc. Només l'or i els objectes de pedra havien sobreviscut, mentre el material orgànic (ofrenes alimentàries, la tela, la fusta i les mòmies) s'havien desintegrat a causa de la humitat "que es filtrava a través dels penya-segats superiors". No obstant això, la major part de l'aixovar funerari supervivent va ser localitzat i adquirit en el mercat d'antiguitats en poc temps i molts dels articles ara s'exposen al Museu Metropolità d'Art de Nova York.
Alguns dels tresors trobats dins de la tomba inclouen diademes, cubrededos i sandàlies d'or, collarets i polseres d'or, cornalina i vidre, a més dels vasos canopis. Cada un dels braçalets està inscrit amb el cartutx de Thutmosis III. Uns altres objectes trobats a la tomba són els miralls d'Hathor decorats amb or, plata i vidre. Tot i que la col·lecció és impressionant, cap dels tocats i joies empra el motiu del voltor, reservat per a les reines principals.
Igual que la tomba del penya-segat de Hatshepsut que Howard Carter va trobar a Wady A, la tomba de les esposes estrangeres de Thutmosis també va ser tallada en una esquerda. La seva entrada, però, "va ser tallada en una plataforma a uns 10 metres de terra, com la tomba de Tuthmosis III a la Vall dels Reis". La tomba de Menhet, Menwi i Merti consistia en una única càmera sense decorar, d'uns 5 x 7,5 metres, i d'entre 1,5 a més de 2 metres d'altura.

## Galeria d'imatges

Part de l'aixovar funerari de les tres reines.
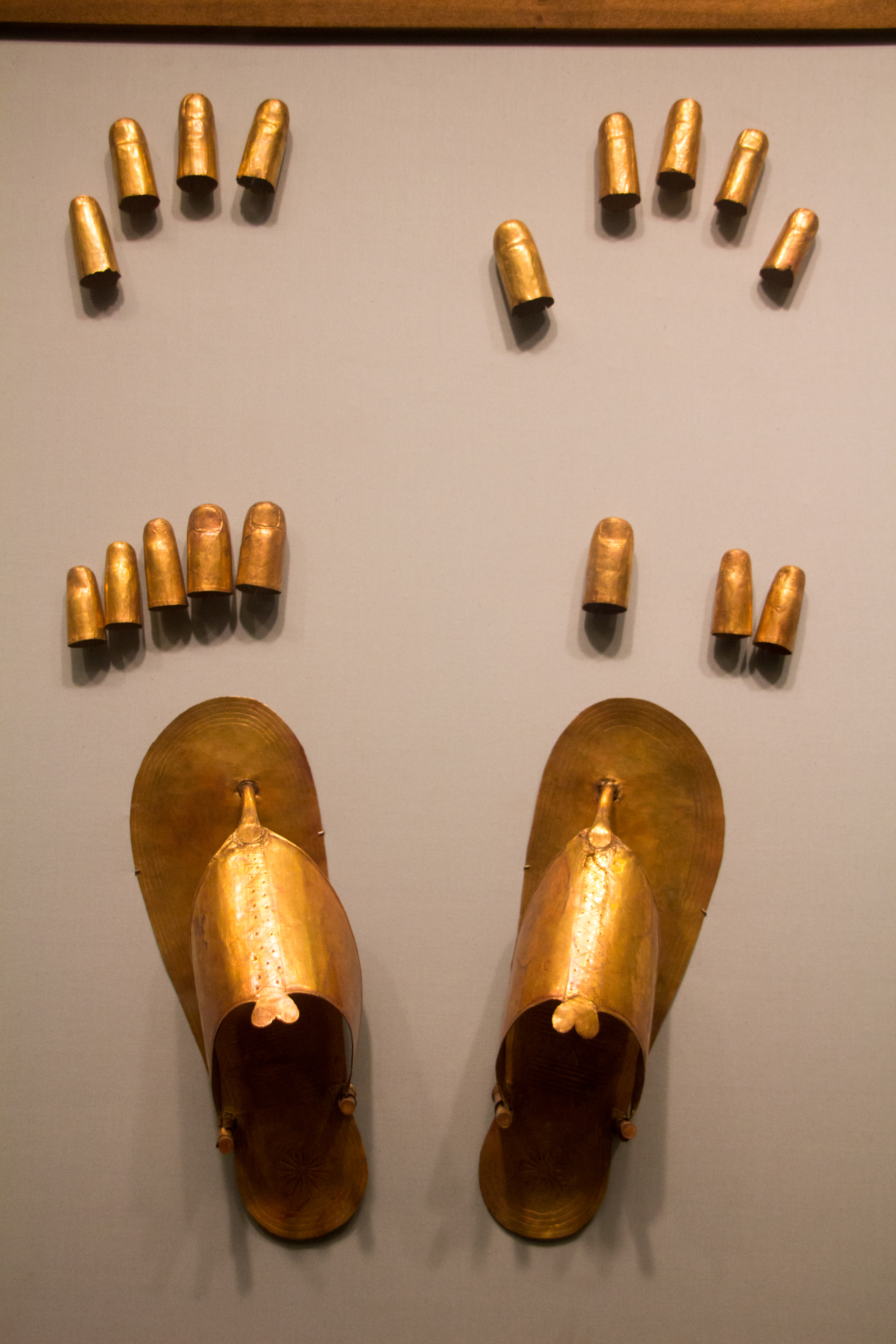
Cobredits pels dit de la mà i dels peus d'or, a més de sandàlies d'or, exposades al Metropolitan Museum of Art.
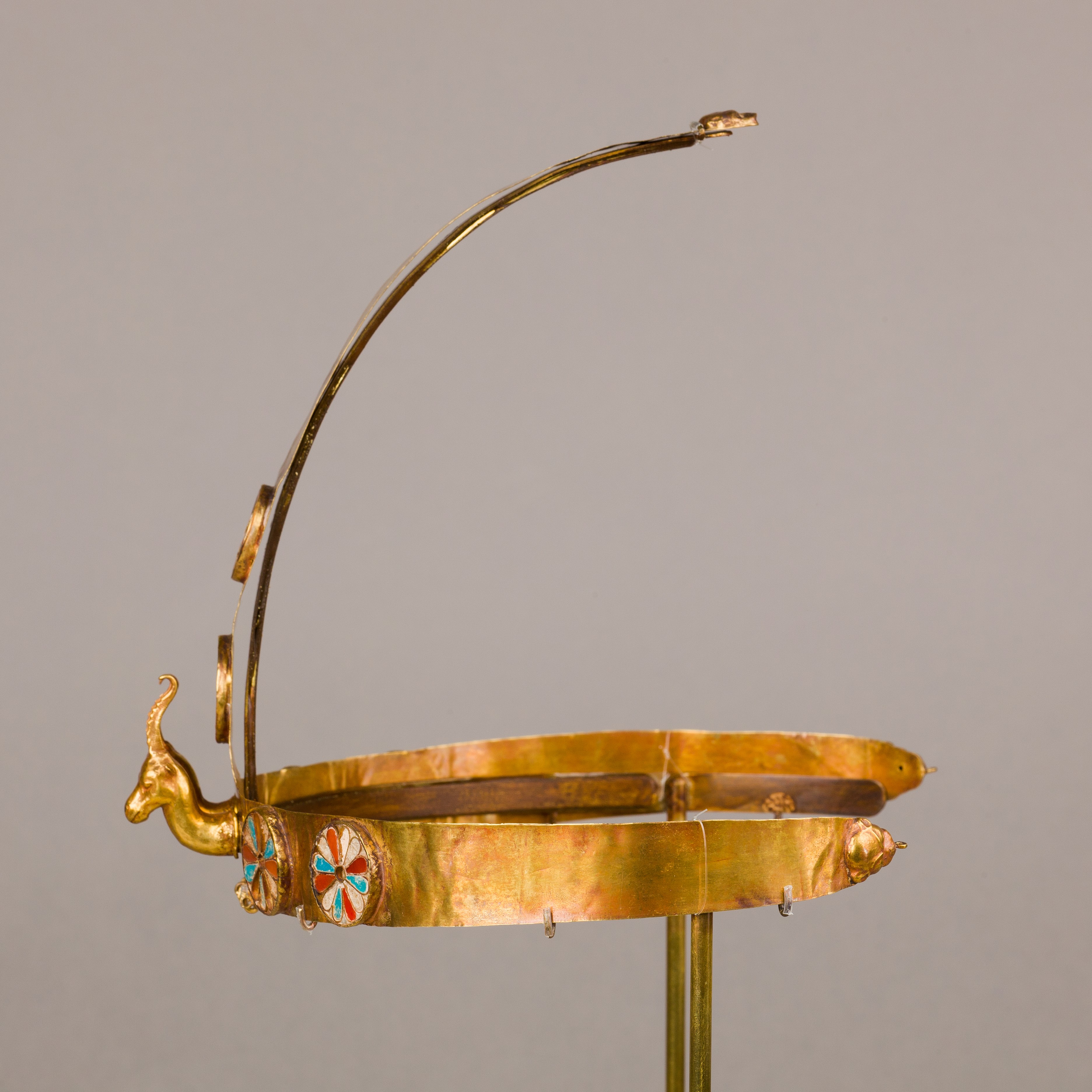
Diadema amb dues gaceles al front.
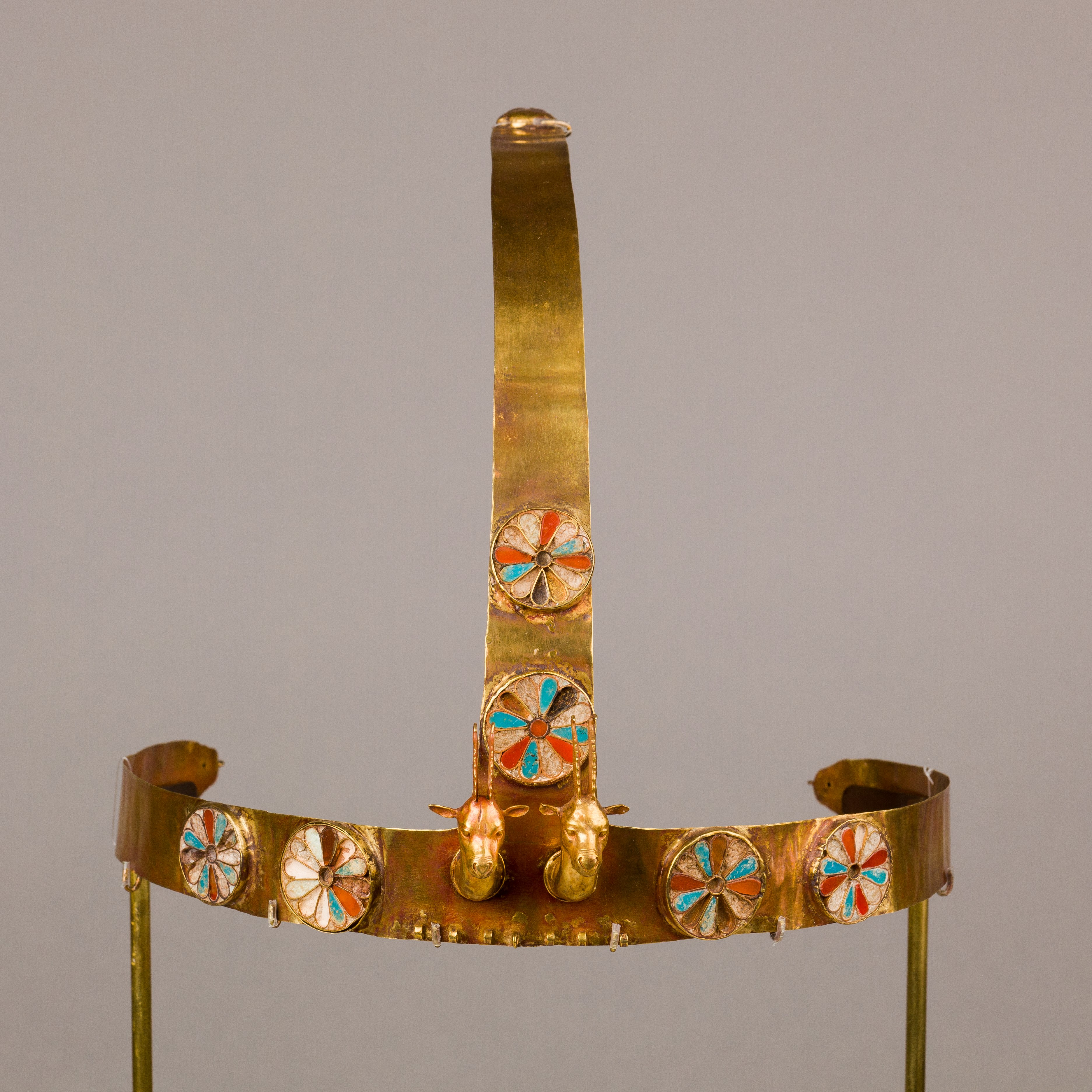
Diadema amb dues gaceles, feta d'or i pedres precioses.
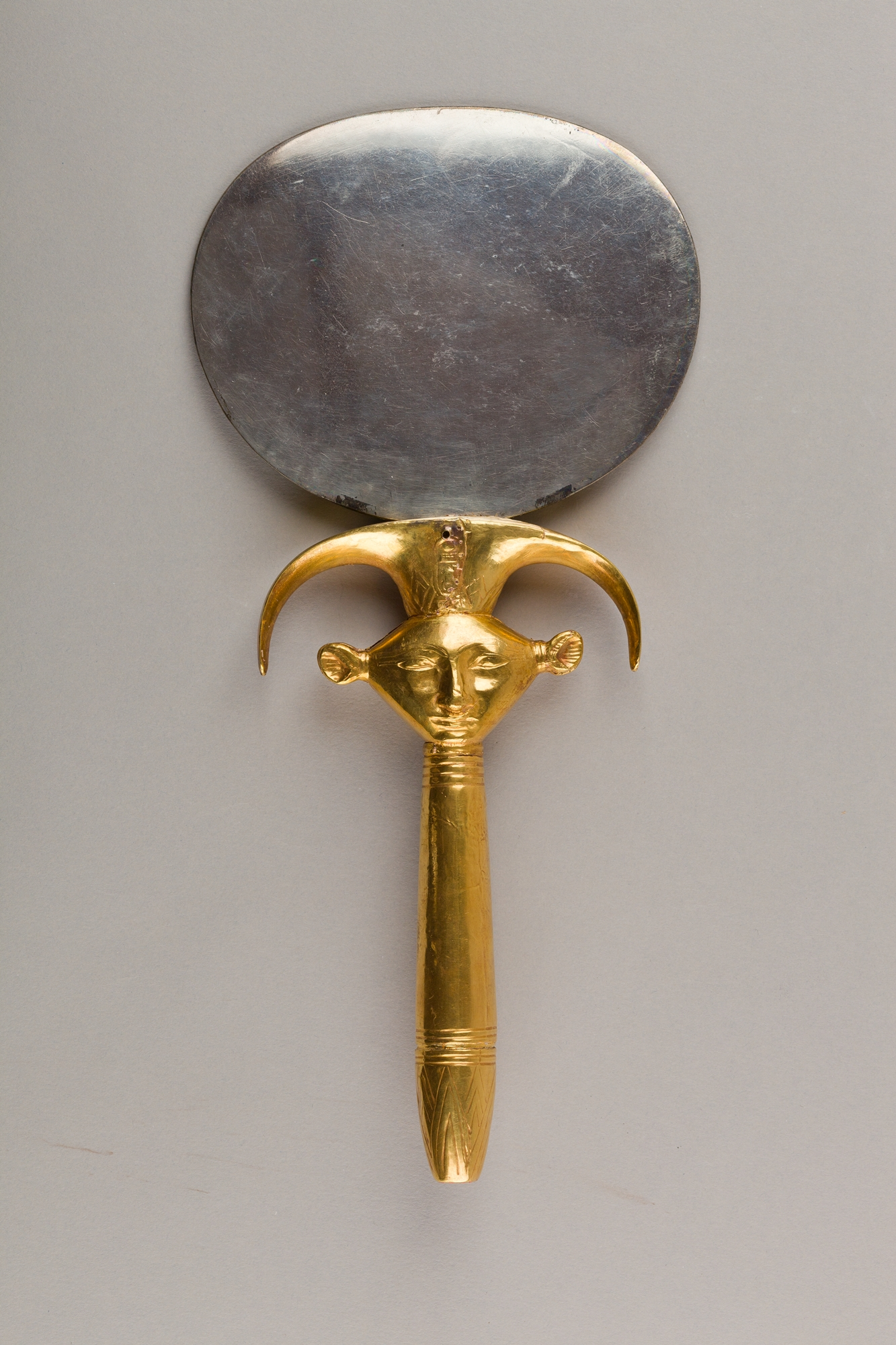
Mirall, l'agafador del qual porta una representació de l'emblema de Hathor.
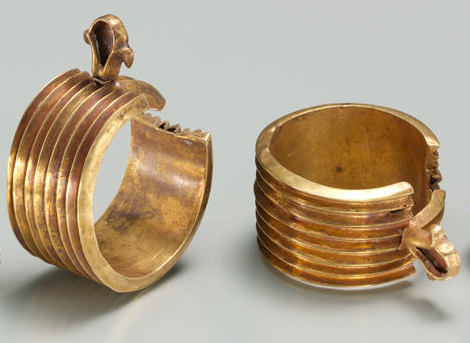
Arracades d'or.
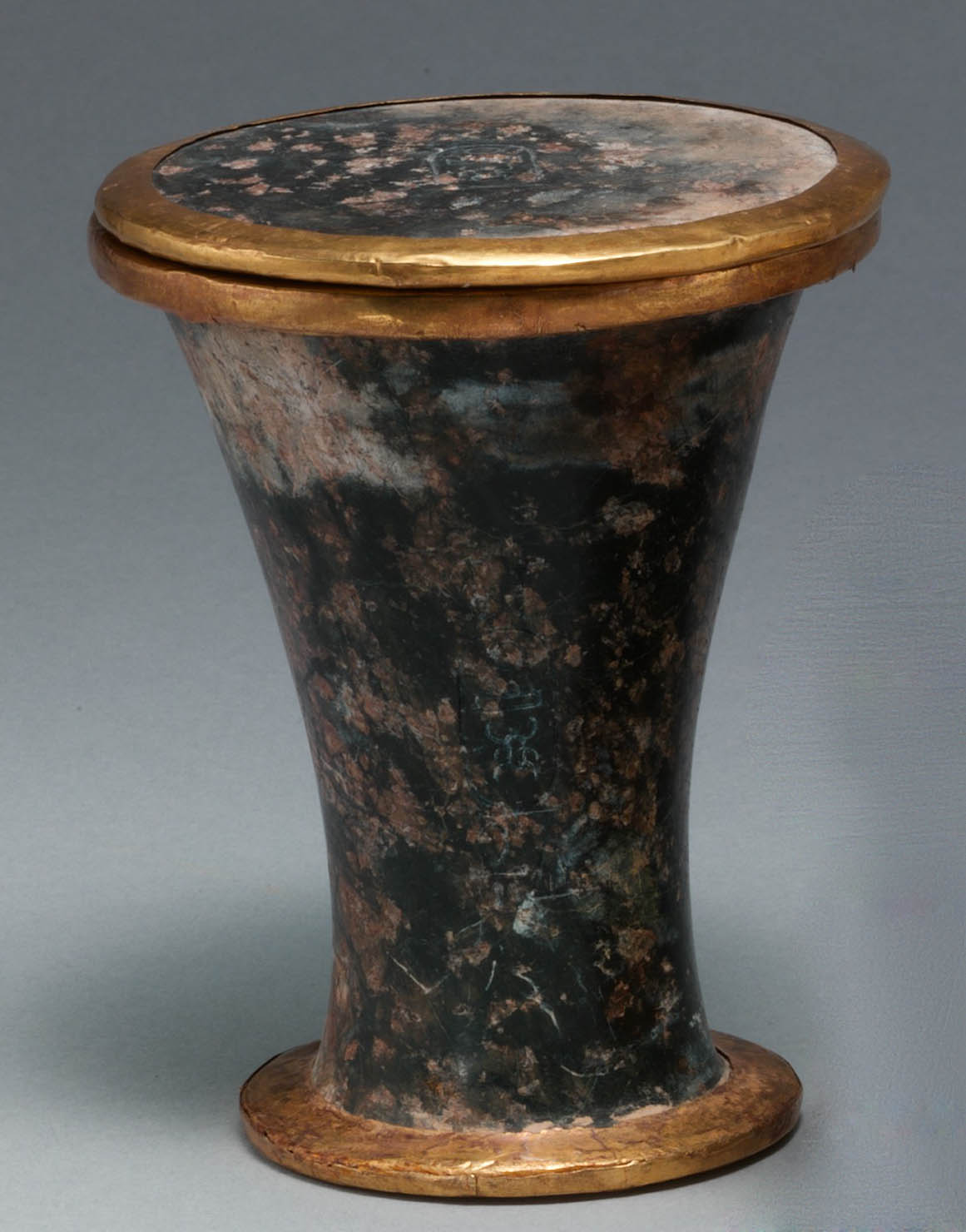
Pot d'ungüent amb el nom de Tuthmosis III a la tapa.
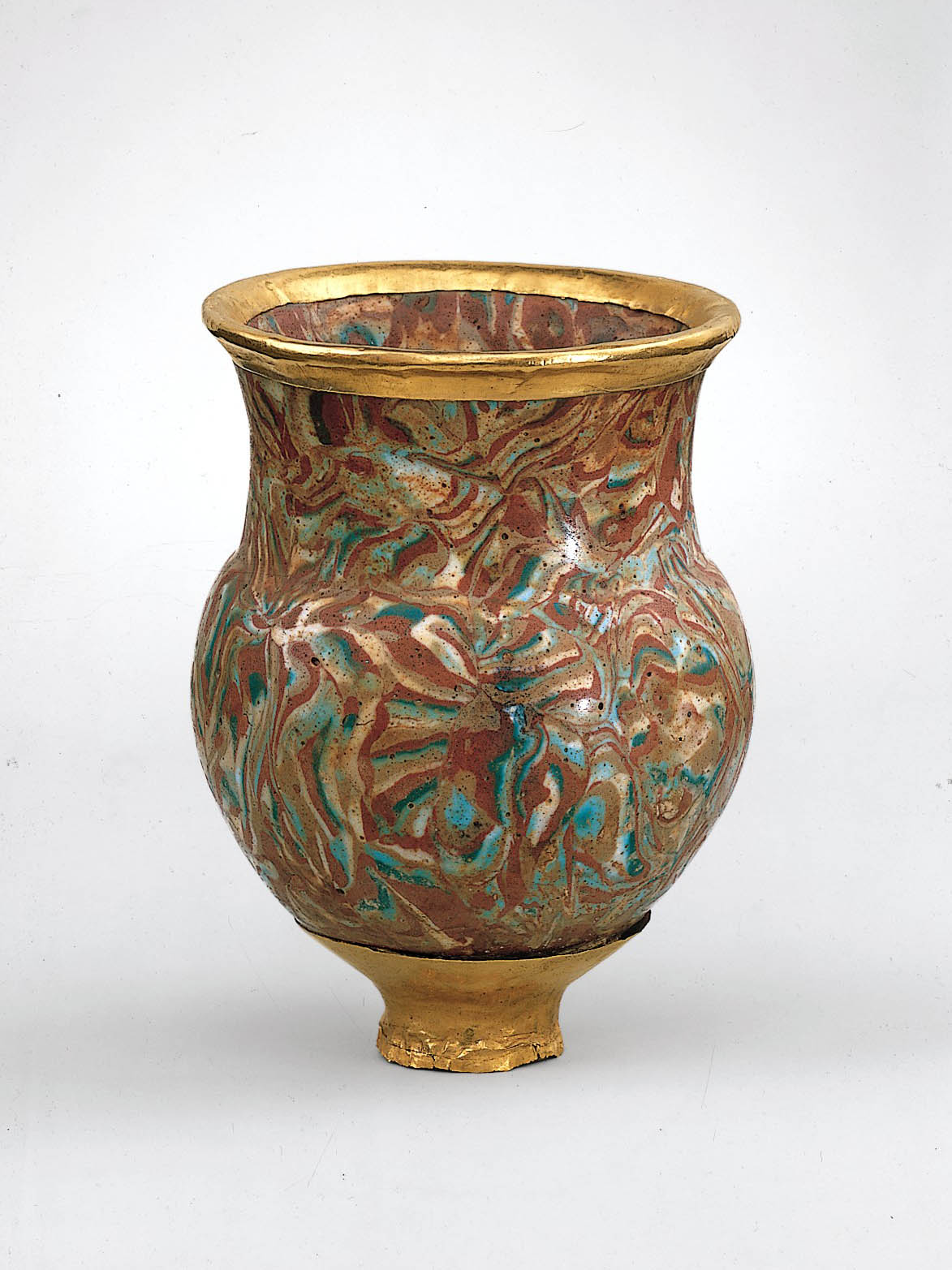
Copa estil Mitanni.
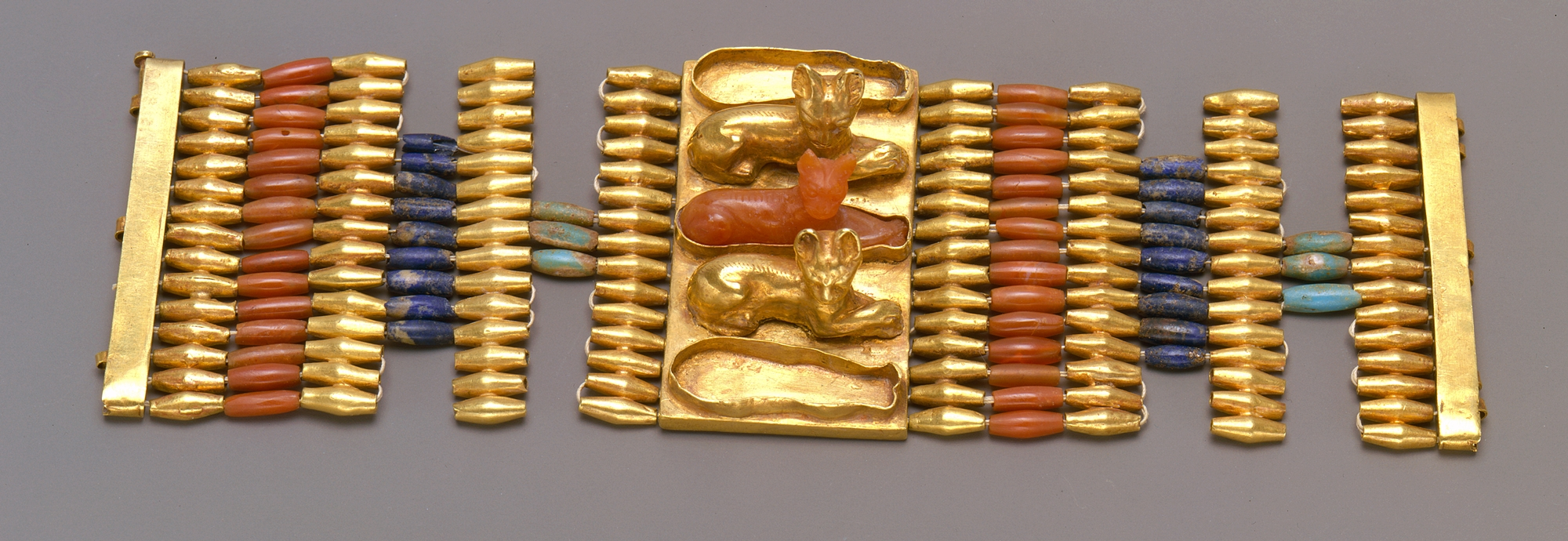
Braçalet decorat amb gats (Or, cornalina, lapislàtzuli i vidre de turquesa).